# Козенца
Козенца (итал. Cosenza) град је у јужној Италији. Град је средиште истоименог округа Козенца у оквиру италијанске покрајине Калабрија.

## Природне одлике
Град Козенца налази се у северном делу Калабрије, на 100 км северно од седишта покрајине, града Катанцара. Град се сместио у унутрашњости полуострва, у планинској области. Град је са свих страна окружен планинама јужних Апенина. Козенца је образована на месту где се више потока сабира у већи водоток, реку Крати, која од овог места тече долински ка северу.

## Становништво
Према резултатима пописа становништва 2011. у општини је живело 69.484 становника.
| 1931.  | 1936.  | 1951.  | 1961.  | 1971.   | 1981.   | 1991.  | 2001.  | 2011.  |
| ------ | ------ | ------ | ------ | ------- | ------- | ------ | ------ | ------ |
| 35.164 | 40.032 | 57.010 | 78.611 | 102.086 | 106.801 | 86.664 | 72.998 | 69.484 |

Козенца данас има око 70.000 становника, махом Италијана. То је 3 пута више становништва него пре 100 година, али и за 40% мање него пре 4 деценије. Разлог је развој преграђа и одсељавање младих у њих.

## Партнерски градови
- Кеноша (Висконсин)
- Лансинг
- Су Сент Мари

## Галерија
- Пешачка улица
- Град на потоцима
- Спортска хала
- Градска катедрала